# Калаша (деревня)
Калаша (бел. Калаша) — упразднённый населённый пункт, бывшая деревня в составе Заводскослободского сельсовета Могилёвского района Могилёвской области Республики Беларусь.

## Географическое положение
Ближайшие населённые пункты: Чернобель, Загрезье.